# Mendozazaur
Mendozazaur (Mendozasaurus neguyelap) – dinozaur z grupy tytanozaurów (Titanosauria); jego nazwa znaczy "jaszczur z (prowincji) Mendoza".
Żył w epoce późnej kredy (ok. 93-85 mln lat temu) na terenach Ameryki Południowej. Długość ciała ok. 18-27 m, wysokość ok. 5 m, masa ok. 20-40 t. Jego szczątki znaleziono w Argentynie (w prowincji Mendoza).